# Baetisca callosa
Baetisca callosa är en dagsländeart som beskrevs av Jay R. Traver 1931. Baetisca callosa ingår i släktet Baetisca och familjen Baetiscidae. Inga underarter finns listade i Catalogue of Life.